# (1762) Russell
(1762) Russell – planetoida z pasa głównego planetoid okrążająca Słońce w ciągu 4 lat i 321 dni w średniej odległości 2,88 au. Została odkryta 8 października 1953 roku w Goethe Link Observatory (Indiana Asteroid Program) w Brooklynie w stanie Indiana. Nazwa planetoidy pochodzi od Henry'ego Norrisa Russella (1877-1957), amerykańskiego astronoma. Przed jej nadaniem planetoida nosiła oznaczenie tymczasowe (1762) 1953 TZ.